# Грицковичи (Крупский район)
Грицковичи (бел. Грыцкавічы) — деревня в Крупском районе Минской области Белоруссии, в составе Холопеничского сельсовета. Население 148 человек (2009).

## География
Грицковичи находятся в 6 км к северу от центра сельсовета, посёлка Холопеничи и в 30 км к северо-западу от райцентра, города Крупки. В двух километрах к северу протекает река Эсса, по которой здесь проходит граница с Витебской областью, между рекой и деревней — сеть мелиоративных каналов. Деревня связана с окрестными населёнными пунктами местными дорогами.

## История
В 1670 году упоминается как фольварк в Оршанском повете ВКЛ.

## Достопримечательности
- Деревянная Спасо-Преображенская церковь. Ряд исследователей относят её строительство на 1622 год, другие считают 1622 год датой основания, а современную церковь считают построенной на месте старой церкви в конце XVIII — начале XIX века.